# Netipong Srithong-in
Netipong Srithong-in (thaï : เนติพงษ์ ศรีทองอินทร์) (né le 8 septembre 1972 à Bangkok en Thaïlande) est un footballeur international thaïlandais qui évoluait au poste d'attaquant, avant de devenir ensuite entraîneur.

## Biographie

### Carrière de joueur

#### Carrière en sélection
Il participe avec l'équipe de Thaïlande à la Coupe d'Asie des nations en 1996. Lors de cette compétition, il joue deux matchs, contre l'Arabie saoudite et l'Iran, avec pour résultats deux défaites.

## Palmarès

### Palmarès en club
| Olympique Noisy-le-Sec - Championnat de France D3 : - Vice-champion : 1992-93 (Est). |  | Bangkok Bank - Championnat de Thaïlande (1) : - Champion : 1994. |

| Thai Farmers Bank \| - Championnat de Thaïlande (1) : - Champion : 1995. - Coupe d'Asie des clubs champions (2) : - Champion : 1994-95 et 1995. \| \| - Supercoupe d'Asie : - Finaliste : 1995. - Meilleur buteur : 1995 (7 buts). - Coupe afro-asiatique des clubs : - Finaliste : 1995. \| |  | |
| - Championnat de Thaïlande (1) : - Champion : 1995. - Coupe d'Asie des clubs champions (2) : - Champion : 1994-95 et 1995. |  | - Supercoupe d'Asie : - Finaliste : 1995. - Meilleur buteur : 1995 (7 buts). - Coupe afro-asiatique des clubs : - Finaliste : 1995. |

### Palmarès en sélection
Thaïlande
| - Championnat d'Asie du Sud-Est (1) : - Vainqueur : 1996. - Meilleur buteur : 1996 (7 buts). - Jeux d'Asie du Sud-Est (2) : - Vainqueur : 1995 et 1997. |  | - King's Cup (1) : - Vainqueur : 1994. |